# Tyyne Haarla

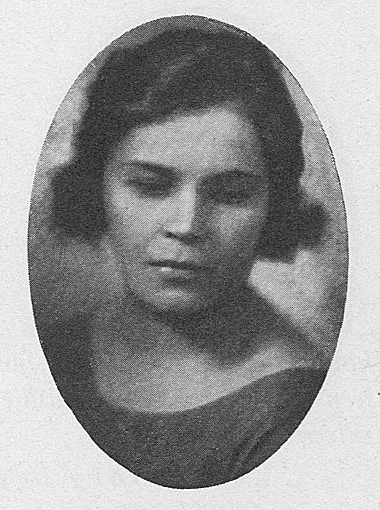
Tyyne Haarla, bild från början av 1930-talet.

Tyyne Elina Haarla, född Kosunen 2 november 1892 i Varkaus, död 18 november 1968 i Helsingfors, var en finländsk skådespelare.
Haarla studerade vid en teaterskola, varifrån hon utexaminerades 1910. Fram till 1914 verkade hon vid Finlands landsbygdsteater samt vid Tammerfors teater 1914–1915, Folkteatern 1915–1916 och vid Finlands nationalteater 1916–1957. Under tiden vid nationalteatern innehade Haarla över 130 roller. 1948 tilldelades hon Pro Finlandia-medaljen. Åren 1918–1926 var Haarle gift med journalisten Emil Juntto samt 1930–1944 med författaren Lauri Haarla. Sonen Saulo Haarla arbetade som skådespelare och teaterregissör.